# Sân bay Kotlas
Sân bay Kotlas (IATA: KSZ, ICAO: ULKK) là một sân bay ở tỉnh Arkhangelsk, Nga, cách thị trấn Kotlas 4 km về phía đông nam. Nó phục vụ các chuyến bay đến tỉnh lỵ Arkhangelsk ba lần mỗi tuần.

## Hãng hàng không và điểm đến
| Hãng hàng không | Các điểm đến           |
| --------------- | ---------------------- |
| Komiaviatrans   | Arkhangelsk, Syktyvkar |
| Pskovavia       | Saint Petersburg       |